# Arc de Bandeira
 (janvier 2023).
L'Arco do Bandeira est un édifice historique du quartier de Santa Maria Maior, à Lisbonne, au Portugal.
Il a été construit à la fin du XVIIIe siècle, dans le quartier Baixa Pombalina, entre la Place du Rossio et la Rua dos Sapateiros, par un homme d'affaires, Pires Bandeira, de qui il tient son nom.
Avec ses motifs ornementaux, il est considéré comme un excellent exemple d'architecture pombaline.